# Xonacatlán
Xonacatlán är en kommunhuvudort i Mexiko.   Den ligger i kommunen Xonacatlán och delstaten Mexiko, i den sydöstra delen av landet, 40 km väster om huvudstaden Mexico City. Xonacatlán ligger 2 585 meter över havet och antalet invånare är 19 687.
Terrängen runt Xonacatlán är kuperad åt nordost, men åt sydväst är den platt. Runt Xonacatlán är det tätbefolkat, med 570 invånare per kvadratkilometer. Närmaste större samhälle är Toluca, 18,5 km sydväst om Xonacatlán. I omgivningarna runt Xonacatlán växer huvudsakligen savannskog.